# اپسه
اپسه (به هلندی: Epse) یک منطقهٔ مسکونی در هلند است که در لوخم واقع شده‌است. اپسه ۲٬۰۴۲ نفر جمعیت دارد.